# 汪国新
汪国新（1947年—），汉族，中华人民共和国政治人物、第十一届全国政协委员。
加入中国农工民主党，担任中央文史馆书画院研究员、三峡画院院长。2008年，当选第十一届全国政协委员，代表文化艺术界，分入第二十六组。